# Stadionul Tineretului (Urziceni)
Das Stadionul Tineretului ist ein Fußballstadion in der rumänischen Stadt Urziceni in der Bărăgan-Steppe. Es bietet Sitzplätze für 7.000 Zuschauer und diente dem Verein Unirea Urziceni als Austragungsort für ihre Heimspiele.

## Geschichte
Das Stadionul Tineretului wurde im Jahre 1976 gebaut. Seither wurde es bis 2011 von dem Verein Unirea Urziceni als Heimstätte genutzt. Der Klub errang bisher einmal die rumänische Meisterschaft (2008/09). Aus diesem Grund nahm man in der Folgesaison an der UEFA Champions League teil. Dort traf man auf den VfB Stuttgart aus Deutschland, den FC Sevilla aus Spanien und die Glasgow Rangers aus Schottland, sodass es Urziceni nicht gelang, ins Achtelfinale einzuziehen. Durch den erreichten dritten Rang spielte man in der Europa League weiter, wo man in der Runde der letzten 16 Mannschaften am FC Liverpool scheiterte. 2011 wurde Unirea Urziceni aufgrund finanzieller Probleme aufgelöst, sodass derzeit kein Sportclub im Stadionul Tineretului spielt.
Das Stadionul Tineretului jedoch konnte für diese internationalen Spiele von Unirea nicht genutzt werden, da es trotz des Ausbaus, der im Jahr 2005 vorgenommen wurde, nachdem Unirea Urziceni überraschend in die Liga 1 aufstieg, nicht den Anforderungen der UEFA für internationale Partien entspricht. Aus diesem Grund fanden die Europapokalspiele in Bukarest statt.